# Black Tiger (videogioco)
Black Tiger, noto in Giappone come Black Dragon, è un videogioco arcade di tipo hack and slash a scorrimento multidirezionale sviluppato e pubblicato nel 1987 dalla Capcom.
La U.S. Gold ne pubblicò conversioni per i principali home computer diffusi in occidente; venne sviluppato anche un porting per Nintendo Entertainment System ma questo non venne mai pubblicato.
Il gioco è presente anche per PlayStation 2 e per Xbox con la raccolta Capcom Classics Collection, Volume 2, nonché per PlayStation Portable con la raccolta Capcom Classics Collection Remixed.

## Trama
In un'era ancestrale fatta di guerrieri ed eroi, un opulento impero riceve dai cieli tre terribili draghi, capeggiati dall'esemplare nero del gruppo, che portano terrore e distruzione; il regno dei tre malvagi esseri dura a lungo ed avvolge il paese nell'oscurità, finché non fa la sua comparsa un impavido eroe in armatura armato di mazzafrusto, chiamato la Tigre Nera.

## Modalità di gioco
Il protagonista si guida con il joystick in un ambiente bidimensionale a piattaforme e a scorrimento, con la possibilità di arrampicarsi su supporti verticali e accovacciarsi a terra; con il primo pulsante si attacca con un colpo di mazzafrusto e contemporaneamente con il lancio di tre pugnali; con il secondo pulsante si salta. L'arma utilizzata ha un livello che ne determina la potenza, e la corazza un valore in punti che cala quando si viene colpiti: quando il valore dell'armatura arriva a zero questa scompare e a quel punto con i colpi ricevuti il giocatore perde punti vita. È possibile acquistare power-up in alcuni negozi che si attivano liberando dalla pietrificazione degli anziani che si trovano lungo il percorso. I potenziamenti si acquistano tramite delle monete denominate Zenny.
Lungo il percorso si affrontano nemici di ogni tipo (orchi, serpenti velenosi, pipistrelli, mummie, demoni ...) e si trovano vari forzieri che, se aperti, possono contenere un bonus oppure anche una trappola. Alcune trappole sono letali e tolgono l'intera vita, come i massi e i trabocchetti con lame.
Il gameplay propone una certa libertà di movimento al giocatore lungo lo scenario, che presenta vari bivi e luoghi segreti dove trovare tesori o vari bonus. I livelli in genere sono ampi e composti da numerose piattaforme o colonne sulle quali arrampicarsi. Sono presenti anche delle porte non solo per terminare il livello ma anche per accedere ai dungeon, parte del livello spesso ricca di bonus.
Al termine di ogni livello è presente un boss.
I livelli totali sono otto, e gli scenari rappresentano un'escalation dal buio totale e le grotte dei primi livelli alla luce e il cielo aperto degli ultimi livelli, quando l'eroe arriva proprio a ridare luce e speranza al regno sconfiggendo il drago nero.
La versione occidentale Black Tiger differisce da Black Dragon per diversi particolari:
- è più semplice per come gli avversari reagiscono e per il danno che causano;
- ci sono meno massi in caduta;
- i boss hanno meno energia e sono meno aggressivi;
- i boss una volta sconfitti danno al giocatore meno punti rispetto a Black Dragon;
- si trovano meno nemici durante il gioco rispetto a Black Dragon;
- i bonus nascosti esteticamente sono differenti;
- i bonus danno al giocatore meno punti rispetto a Black Dragon.

## Boss dei livelli
- Livello 1: due blocchi di pietra con volto umano che si muovono saltando, cercando di schiacciare dall'alto la Tigre Nera. Se si riesce ad uccidere per primo il blocco con gli occhi rossi, il blocco con gli occhi viola morirà automaticamente dando la vittoria alla Tigre.
- Livello 2: quattro blocchi di pietra come quelli del livello precedente. Anche in questo caso, l'uccisione del blocco con gli occhi rossi comporterà la morte degli altri blocchi. Il blocco con gli occhi viola apparirà come nemico normale in alcuni livelli successivi.
- Livello 3: il primo dei tre draghi, di colore blu. Sputa delle sfere di fuoco dalla bocca.
- Livello 4: un gargoyle rosso che svolazza per lo schermo attaccando il protagonista con delle lance. Anche questo boss apparirà come nemico normale in alcuni livelli.
- Livello 5: un draconico viola armato con due sciabole.
- Livello 6: il secondo dei tre draghi, di colore rosso.
- Livello 7: un altro draconico, questa volta giallo.
- Livello 8: il terribile drago nero, che vanta ben 8 punti vita.